# Peter Eich (Fußballspieler)
Peter Eich (* 18. Juni 1963 in Bad Kreuznach) ist ein ehemaliger deutscher Fußballtorwart. Er bestritt für SV Waldhof Mannheim, den FC 08 Homburg und den 1. FC Saarbrücken über 200 Spiele in der 2. Fußball-Bundesliga.

## Karriere
Nach den Stationen TuS Rheinböllen, TuS Dichtelbach und Hassia Bingen wechselte Eich 1990 zu Waldhof Mannheim, für die er seine ersten Zweitligaeinsätze bestritt. 1992 wechselte er zum Ligakonkurrenten FC 08 Homburg, mit dem er 1995 in die Regionalliga abstieg. 1998 ging er im Rahmen eines Kooperationsvertrags beider Clubs von Homburg zum 1. FC Saarbrücken, bei dem er zum Saisonende 2006/07 mit dem Abstieg des 1. FC Saarbrücken in die Oberliga seine Karriere beendete.
Durch eine Verletzung von Stammtorwart Marc Ziegler kehrte Peter Eich mit 42 Jahren ins Tor des Vereins zurück. Am 20. November 2005 wurde er im Alter von 42 Jahren, 5 Monaten und 2 Tagen zum drittältesten Profi, der jemals im deutschen Fußball spielte. Am 21. April 2007, mit 43 Jahren, bestritt er in der Regionalliga Süd beim 0:3 des 1. FC Saarbrücken gegen den KSV Hessen Kassel das letzte Spiel in seiner aktiven Karriere.
Eich bestritt 233 Spiele in der 2. Bundesliga, davon 23 für Waldhof Mannheim, 102 für den FC Homburg und 108 für den 1. FC Saarbrücken.